# Christie Claridge
Christie Ellen Claridge (Chatsworth, 21 novembre 1962) è una modella e attrice statunitense incoronata Miss International 1982.
Ex Miss California, Christie Claridge è la terza rappresentante degli Stati Uniti d'America ad ottenere il titolo di Miss International, quell'anno svolto a Fukuoka in Giappone, vincendo nella stessa serata anche il titolo di Miss Photogenic.
La Claridge è sorella di Linda Hogan, ex-moglie del wrestler professionista Hulk Hogan.